# Gymnocalycium

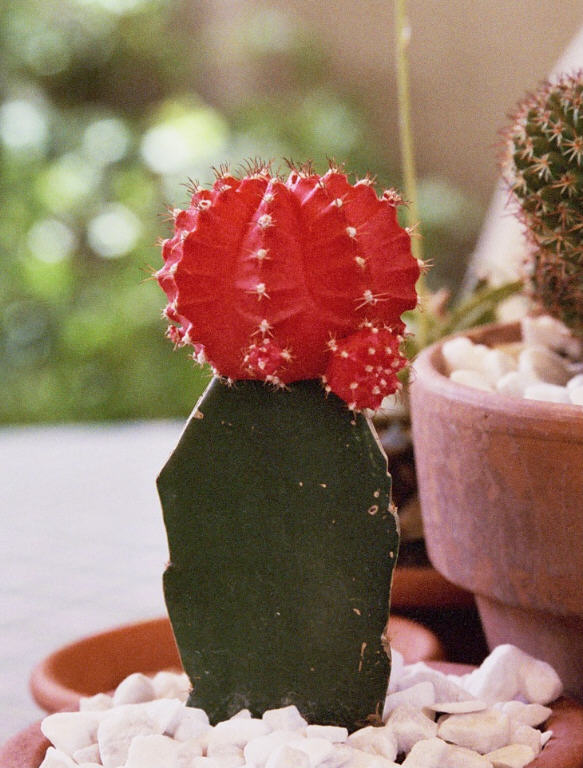
Gymnocalycium mihanowichii Hibotan

Gymnocalycium, cactus chin,este un gen de 70 specii sudamericane de cactuși.
Numele genului Gymnocalycium (în grecește "Potir gol") face referire la mugurii florali care nu au spini.
Este răspândit în Argentina, o parte din Uruguay, Paraguay, sud-estul Boliviei și părți din Brazilia.
Multe specii sunt destul de mici, 4–15 cm; sunt foarte populare pentru că înfloresc ușor și au flori foarte frumoase.
Genul Brachycalycium Backeb. este sinonim cu Gymnocalycium.

## Specii

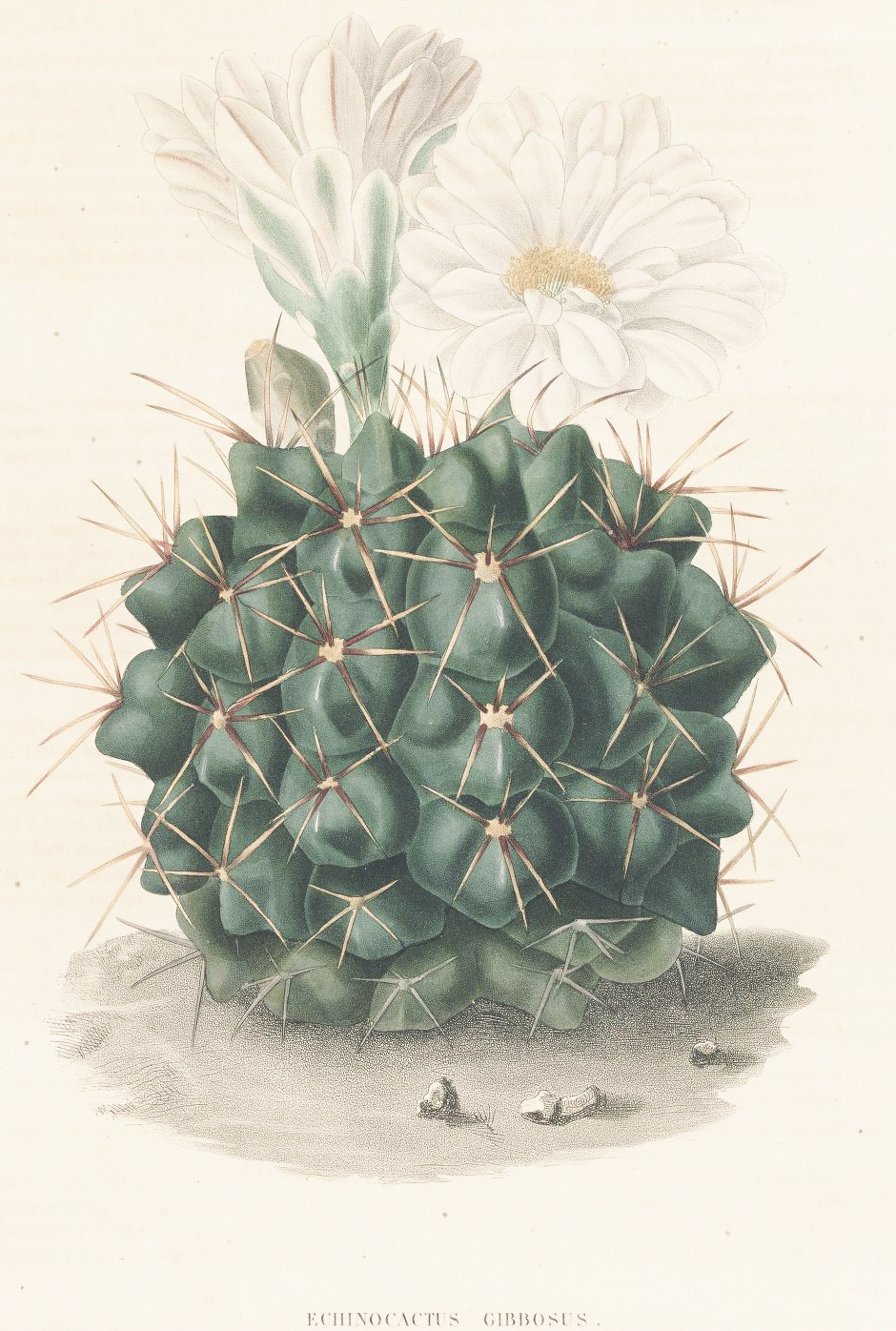
Gymnocalycium gibbosum Lem

Gymnocalycium albiareolatum

Gymnocalycium angelae

Gymnocalycium anisitsii

Gymnocalycium baldianum

Gymnocalycium bayrianum

Gymnocalycium carminanthum

Gymnocalycium castellanosii

Gymnocalycium gibbosum Lem

Gymnocalycium horstii

Gymnocalycium leeanum

Gymnocalycium mihanovichii

Gymnocalycium netrelianum

Gymnocalycium obductum

Gymnocalycium ochoterenai

Gymnocalycium parvulum

Gymnocalycium pflanzii

Gymnocalycium rauschii

Gymnocalycium riojense

Gymnocalycium rosae

Gymnocalycium schroederianum

Gymnocalycium spegazzinii

Gymnocalycium stellatum

Gymnocalycium taningaense

Gymnocalycium uruguayense

etc.